# Albert Schatz (Mikrobiologe)
Albert Israel Schatz (* 2. Februar 1920 in Norwich, Connecticut; † 17. Januar 2005 in Philadelphia) war ein amerikanischer Mikrobiologe und Wissenschaftspädagoge. Er war Mitentdecker des Antibiotikums Streptomycin, musste jedoch für die Anerkennung seines Anteils an dieser Leistung einen Rechtsstreit austragen und erhielt im Gegensatz zu seinem damaligen Laborleiter Selman Abraham Waksman auch nicht den Nobelpreis für Physiologie oder Medizin.

## Leben
Albert Schatz wurde 1920 in Norwich, Connecticut geboren und wuchs in Passaic im US-Bundesstaat New Jersey auf. Er erlangte 1942 einen Bachelor-Abschluss in Bodenmikrobiologie von der Rutgers University. Anschließend begann er dort, unterbrochen von einem kurzen Einsatz von November 1942 bis Juni 1943 als Bakteriologe in einem Krankenhaus der United States Air Force, im Labor für Bodenmikrobiologie unter Selman Abraham Waksman als Doktorand zu arbeiten. Schwerpunkt der Forschung in Waksmans Labor war die Isolierung neuer antibiotisch wirksamer Substanzen.
Schatz gelang es 1943 nach rund dreieinhalb Monaten Arbeit, aus dem Bakterium Streptomyces griseus ein neues Antibiotikum zu isolieren, das später den Namen „Streptomycin“ bekam und zu einem der wichtigsten Medikamente zur Behandlung der Tuberkulose wurde. Zwei Jahre später promovierte er.
Schatz bemerkte zusehends, dass Waksman seine (Schatz’) Rolle bei der Entdeckung herunterspielte und den ganzen Ruhm für sich beanspruchte. Und ohne Schatz’ Wissen hatte Walkman finanzielle Vorteile nur für sich selbst und die Rutgers Research and Endowment Foundation geltend gemacht. Im Jahr 1950 verklagte er Selman Waksman und die Forschungsstiftung der Rutgers University auf Anerkennung als Mitentdecker des Streptomycins und Beteiligung an den aus der Entdeckung resultierenden Einnahmen. Die Klage wurde außergerichtlich in beiden Punkten zu seinen Gunsten beigelegt. Bei der Verleihung des Nobelpreises für Physiologie oder Medizin im Jahr 1952 an Waksman für die Entdeckung des Streptomycins wurde Schatz jedoch nicht berücksichtigt. Die Zeitschrift The Lancet kommentierte das mit "Das Nobelkomitee hat einen großen Fehler gemacht, indem es den Beitrag von Schatz nicht anerkannt hat".
In der Folgezeit wirkte er von 1949 bis 1952 als Assistant Professor am Brooklyn College, anschließend von 1952 bis 1958 als Professor am National Agricultural College in Doylestown, von 1960 bis 1962 als Leiter der bakteriologischen Abteilung des Philadelphia General Hospital und von 1962 bis 1965 an der Universidad de Chile. Von 1965 bis 1969 war er Professor für Wissenschaftspädagogik an der Washington University, bevor er von 1969 bis zu seiner Emeritierung im Jahr 1981 in gleicher Funktion an der Temple University tätig war. Er veröffentlichte mehr als 700 Fachartikel und mehrere Bücher und erhielt neben Ehrendoktoraten mehrerer Universitäten im In- und Ausland und Ehrenmitgliedschaften wissenschaftlicher Gesellschaften in verschiedenen Ländern im Jahr 1994 die Rutgers University Medal, die höchste Auszeichnung der Rutgers University, in Anerkennung seiner Arbeit zur Entdeckung des Streptomycins.
Schatz war ab 1945 verheiratet. Er starb 2005 in Philadelphia an den Folgen einer Erkrankung an Bauchspeicheldrüsenkrebs.

## Werke (Auswahl)
- The Story of Microbes. New York 1952
- Teaching Science with Garbage. Emmaus 1972
- Teaching Science with Soil. Emmaus 1972